# مایکل شنکس
مایکل شنکس (انگلیسی: Michael Shanks؛ زاده ۱۵ دسامبر ۱۹۷۰) یک هنرپیشه ، نویسنده و کارگردان اهل کانادا است. 

او بیشتر به خاطر ایفای نقش دکتر چارلز هریس در سریال درام پزشکی نجات امید و نقش دکتر دنیل جکسون در سری علمی تخیلی کانادایی-آمریکایی ، دروازه ستارگان اس‌جی-۱ شناخته شده است.

## زندگی اولیه
مایکل گرت شکنس در ۱۵ دسامبر سال ۱۹۷۰ میلادی در ونکوور به دنیا آمد . او در کملوپس بزرگ شد و به دانشگاه بریتیش کلمبیا پیوست.او از سال ۱۹۹۰ تا ۱۹۹۴ در برنامه ی بازیگری کارشناسی شرکت کرد و بعدها در چندین تولید نمایشی حضور پیدا کرد و تا قبل از شهرت خود ، بازیگر مهمان چندین سریال تلویزیونی هم بود.

مایکل از شریک زندگی سابق خود "وِیشره باندرا" یک دختر به نام تاتیانا ، متولد اوت ۱۹۹۸ دارد.

وی در اوت ۲۰۰۳ با "لکسا دویگ" ، همبازی وی در سریال آندرومدا ، ازدواج کرد.در ۱۳ سپتامبر ۲۰۰۴ ، لکسا دختری به دنیا آورد که نام او را "میا تابیتا" گذاشتند.۱۸ ماه بعد ، در ۱۹ مارس ۲۰۰۶ هم پسر آنها "ساموئل دیوید" چشم به جهان گشود.

## فیلم ها
- دروازه ستارگان اس‌جی-۱
  - وی همچنین نویسنده ی اپیزود ۱۱ و ۱۹ فصل ۷ این سریال بوده و اپیزود ۲۱ فصل ۴ را نیز کارگردانی کرده است.
- ایلیسیم
- مهره سوخته
- سی‌اس‌آی: میامی
- نجات امید
  - وی اپیزود ۳ فصل ۴ این سریال را کارگردانی کرده است.
- شنل قرمزی
- ۲۴
- اسمالویل
- سوپرنچرال
- مرز جنون
- ایلیسیم

## تئاتر
- درد بیهوده عشق
- دامبی و پسر
- هملت در نقش هملت [۵]
- تاجر ونیزی
- شاه لیر
- مکبث
- همسران خوش ویندزور

## جوایز
| سال  | جایزه       | دسته بندی                                            | نتیجه    | برای فیلم                                         |
| ---- | ----------- | ---------------------------------------------------- | -------- | ------------------------------------------------- |
| ۲۰۱۴ | جایزه لئو   | بهترین عملکرد نقش رهبری یک مرد در یک فیلم تلویزیونی  | پیروز    | Mr Hockey: The Gordie Howe Story                  |
| ۲۰۱۳ | جایزه لئو   | بهترین عملکرد نقش رهبری یک مرد در یک سریال درام      | پیروز    | نجات امید (اپیزود : Ride Hard or Go Home)         |
| ۲۰۱۰ | جایزه لئو   | بهترین عملکرد بازیگر مهمان توسط یک مرد در سریال درام | نامزدشده | Sanctuary (اپیزود : Penance)                      |
| ۲۰۰۹ | جایزه لئو   | بهترین عملکرد نقش رهبری یک مرد در یک سریال درام بلند | پیروز    | Stargate: Continuum                               |
| ۲۰۰۵ | جایزه لئو   | سری های دراماتیک: بهترین عملکرد نقش رهبری یک مرد     | نامزدشده | دروازه ستارگان اس‌جی-۱ (اپیزود : Threads)          |
| ۲۰۰۵ | جایزه ساترن | بهترین بازیگر مرد مکمل در تلویزیون                   | نامزدشده | دروازه ستارگان اس‌جی-۱                             |
| ۲۰۰۴ | جایزه لئو   | سری های دراماتیک: بهترین عملکرد نقش رهبری یک مرد     | پیروز    | دروازه ستارگان اس‌جی-۱ (اپیزود : Lifeboat)         |
| ۲۰۰۴ | جایزه ساترن | بهترین بازیگر تلویزیون                               | نامزدشده | دروازه ستارگان اس‌جی-۱                             |
| ۲۰۰۳ | جایزه لئو   | بهترین عملکرد بازیگر مهمان مرد                       | نامزدشده | دروازه ستارگان اس‌جی-۱ (اپیزود : Abyss)            |
| ۲۰۰۱ | جایزه ساترن | بهترین بازیگر مرد مکمل در تلویزیون                   | نامزدشده | دروازه ستارگان اس‌جی-۱                             |
| ۲۰۰۰ | جایزه لئو   | بهترین اجرا توسط یک مرد در سریال های دراماتیک        | نامزدشده | دروازه ستارگان اس‌جی-۱ (اپیزود : Forever in a Day) |